# Canton de Blois-1
Le canton de Blois-1 est une circonscription électorale française située dans le département de Loir-et-Cher et la région Centre-Val de Loire.

## Histoire
Le canton de Blois-I a été créée par le décret du 13 juillet 1973 à la suite du démantèlement des anciens cantons de Blois-Est et de Blois-Ouest.
Un nouveau découpage territorial de Loir-et-Cher entre en vigueur à l'occasion des élections départementales de 2015. Il est défini par le décret du 21 février 2014, en application des lois du 17 mai 2013 (loi organique 2013-402 et loi 2013-403). Les conseillers départementaux sont, à compter de ces élections, élus au scrutin majoritaire binominal mixte. Les électeurs de chaque canton élisent au Conseil départemental, nouvelle appellation du Conseil général, deux membres de sexe différent, qui se présentent en binôme de candidats. Les conseillers départementaux sont élus pour 6 ans au scrutin binominal majoritaire à deux tours, l'accès au second tour nécessitant 12,5 % des inscrits au 1er tour. En outre la totalité des conseillers départementaux est renouvelée. Ce nouveau mode de scrutin nécessite un redécoupage des cantons dont le nombre est divisé par deux avec arrondi à l'unité impaire supérieure si ce nombre n'est pas entier impair, assorti de conditions de seuils minimaux. Dans le Loir-et-Cher, le nombre de cantons passe ainsi de 30 à 15. Le canton de Blois-1 est réduit par ce décret.

## Géographie
Ce canton est organisé autour de Blois dans l'arrondissement de Blois. Son altitude varie de 63 m (Blois) à 135 m (Blois) pour une altitude moyenne de 97 m.

## Représentation

### Conseillers généraux de l'ancien canton de Blois-Est
| Période                                  | Période      | Identité                                   | Étiquette           | Qualité |
| ---------------------------------------- | ------------ | ------------------------------------------ | ------------------- | --- |
| 1833                                     | 1847 (décès) | Pierre-Stanislas Maigreau-Blau (1788-1847) |                     | Avocat Maire de Blois (1837-1847), suppléant du juge de paix |
| 1847                                     | 1848         | Nicolas Selleron                           |                     | Soldat dans les armées impériales puis commerçant Conseiller municipal de Blois (1815-1848), conseiller d'arrondissement                                                                    |
| 1848                                     | 1852         | François Joseph Ducoux                     | Gauche républicaine | Chirurgien puis médecin Conseiller municipal de Blois (1840-1848) Représentant à l'Assemblée Constituante (1848-1849) Député de Haute-Vienne (1850-1851) Député de Loir-et-Cher (1871-1873) |
| 1852                                     | 1870         | Comte Édouard Berthier                     |                     | Militaire Membre du Conseil municipal de Blois (1865-1869) |
| 1871                                     | 1885 (décès) | Henri Chavigny                             |                     | Négociant Maire de Blois (1878-1881) |
| 1885                                     | 1892         | Paul Mahoudeau                             | Républicain         | Boulanger, puis négociant en vins puis comptable, puis fonctionnaire dans l'administration de l'asile d'aliénés Maire de Blois (1882-1885)                                                  |
| 1892                                     | 1913         | Louis Fromet                               | Rad                 | Propriétaire-viticulteur Maire de Vineuil (1884-1912) |
| 1913                                     | 1929 (décès) | Urbain Amiot-Fromet                        | Rad                 | Cultivateur-viticulteur Conseiller municipal de Vineuil (1908-1929) Député (1928-1929) |
| 1929                                     | 1934         | Abel Fleury                                | Rad                 | Vigneron à Morest, commune de Saint-Claude-de-Diray |
| 1934                                     | 1940         | Eugène Pétré                               | Droite              | Industriel Conseiller municipal de Blois, conseiller d'arrondissement (1931-1934) |
|                                          |              |                                            |                     | |
| 1943                                     | 1944 (décès) | Henri Drussy                               |                     | Président de la Fédération départementale des mutilés Maire de Blois (1941-1944) Membre de la Commission administrative départementale (1940-1943) Nommé conseiller départemental en 1943   |
|                                          |              |                                            |                     | |
| 1945                                     | 1973         | Maurice Brun                               | DVD                 | Médecin Conseiller municipal de Blois |
| Les données manquantes sont à compléter. |              |                                            |                     | |

### Conseillers d'arrondissement de Blois-Est (de 1833 à 1940)
| Période                                  | Période      | Identité                                  | Étiquette           | Qualité |
| ---------------------------------------- | ------------ | ----------------------------------------- | ------------------- | --- |
| 1833                                     | 1836         | François Paul Riffault-Poulvé             |                     | Notaire à Blois |
| 1836                                     | 1839         | Claude François Riffault-Blau (1781-1867) |                     | Juge au Tribunal de Blois Elu conseiller général du canton d'Ouzouer-le-Marché                                        |
| 1839                                     | 1853 (décès) | Louis Jean-Baptiste Desfray (1778-1853)   |                     | Docteur-médecin à Blois, officier de santé, chirurgien en chef de l'Hôtel-Dieu, Président du Conseil d'arrondissement |
| 1854                                     | 1856         | François Pierre Leddet (1780-1856)        |                     | Président du Tribunal de Première instance de Loches puis juge d'instruction à Blois                                  |
| 1856                                     | 1871         | Jules Duchalais-Gouté (1812-1885)         |                     | Négociant à Blois, conservateur des Eaux et Forêts                                                                    |
| 1871                                     | 1880         | Jules Guéritte (né en 1839)               | Républicain radical | Fabricant de chaussures à Blois, maire de 1892 à 1896                                                                 |
| 1880                                     | 1892         | François Pasnon                           |                     | Maire de Villebarou                                                                                                   |
| 1892                                     | 1901         | Henri-Frédéric Cousin-Duloy (1849-1929)   |                     | Maire de Saint-Denis-sur-Loire                                                                                        |
| 1901                                     | 1919         | Pierre Lombrage                           | Rad.*               | Propriétaire à Blois, Prédident du conseil d'arrondissement                                                           |
| 1919                                     | 1931         | Alfred Yvonneau (1969-1965)               | Rad.                | Artiste peintre, Conservateur du musée, Premier adjoint au maire de Blois                                             |
| 1931                                     | 1934         | Eugène Pétré (1868-1944)                  | Droite              | Industriel (fabricant de machines agricoles), conseiller municipal de Blois                                           |
| 1934                                     | 1937         | Lucien Porcher                            | Rad.                | Propriétaire aux Noëls, Vineuil                                                                                       |
| 1937                                     | 1940         | Lucien Marcadet                           | Rad.                | Maire de Vineuil |
| 1940                                     |              |                                           |                     | Les conseils d'arrondissement ont été suspendus par la loi du 12 octobre 1940 et n'ont jamais été réactivés           |
| Les données manquantes sont à compléter. |              |                                           |                     | |

- Pierre Lombrage était qualifié de "radical d'affaires et d'occasion" par le journal socialiste local[10].

### Conseillers généraux de Blois-1 de 1973 à 2015
| Période                                  | Période          | Identité            | Étiquette      | Qualité |
| ---------------------------------------- | ---------------- | ------------------- | -------------- | --- |
| 1973                                     | 1998 (décès)     | Yves Genet          | UDF            | Conseiller juridique Adjoint au maire de Blois (1977-1989), conseiller municipal de Blois (1989-1998)               |
| 1998                                     | 2001 (démission) | Jacqueline Gourault | UDF            | Professeur Sénatrice (2001-2017) Maire de La Chaussée-Saint-Victor (1989-2014) Conseillère régionale de 1992 à 2001 |
| 2002                                     | 2015             | Marie-Hélène Millet | UDF puis Modem | Adjointe au maire de Blois (2001-2008) Elue en 2015 dans le Canton de Blois-2                                       |
| Les données manquantes sont à compléter. |                  |                     |                | |

### Conseillers départementaux de Blois-1 depuis 2015
| Période élective | Période élective | Mandat | Mandat   | Identité          | Nuance | Nuance | Qualité |
| ---------------- | ---------------- | ------ | -------- | ----------------- | ------ | ------ | --- |
| 2015             | 2021             | 2015   | 2021     | Geneviève Baraban |        | DVG    | Kinésithérapeute Adjointe au maire de Blois (2008-2014) Ancienne conseillère générale du Canton de Blois-3 (2002-2015) |
| 2015             | 2021             | 2015   | 2021     | Benjamin Vételé   |        | DVG    | Fonctionnaire à Orléans Adjoint au maire de Blois                                                                      |
| 2021             | 2028             | 2021   | en cours | Hanan El Adraoui  |        | EELV   | Animatrice jeunesse |
| 2021             | 2028             | 2021   | en cours | Benjamin Vételé   |        | PS     | Conseiller sortant, ancien membre de Génération.s                                                                      |

### Résultats détaillés

#### Élections de mars 2015
À l'issue du 1er tour des élections départementales de 2015, deux binômes sont en ballottage : Geneviève Baraban et Benjamin Vételé (PS, 35,12 %) et Michel Chassier et Laura Naegelen (FN, 30,58 %). Le taux de participation est de 40,53 % (4 993 votants sur 12 320 inscrits) contre 53,42 % au niveau départemental et 50,17 % au niveau national.
Au second tour, Geneviève Baraban et Benjamin Vételé (PS) sont élus avec 61,57 % des suffrages exprimés et un taux de participation de 42,05 % (2 925 voix pour 5 180 votants et 12 320 inscrits).
Benjamin Vételé a adhéré à  Génération.s
Geneviève Baraban a quitté le PS.

#### Élections de juin 2021
Le premier tour des élections départementales de 2021 est marqué par un très faible taux de participation (33,26 % au niveau national). Dans le canton de Blois-1, ce taux de participation est de 24,17 % (2 791 votants sur 11 546 inscrits) contre 35,86 % au niveau départemental. À l'issue de ce premier tour, deux binômes sont en ballottage : Hanan El Adraoui et Benjamin Vételé (Union à gauche avec des écologistes, 40,18 %) et Marine Bardet et Lionel Segaud (RN, 22,94 %).
Le second tour des élections est marqué une nouvelle fois par une abstention massive équivalente au premier tour. Les taux de participation sont de 34,36 % au niveau national, 35,81 % dans le département et 25,1 % dans le canton de Blois-1. Hanan El Adraoui et Benjamin Vételé (Union à gauche avec des écologistes) sont élus avec 68,93 % des suffrages exprimés (1 870 voix pour 2 897 votants et 11 544 inscrits),,.

## Composition

### Canton de Blois-Est (jusqu'en 1973)
Il  était composé des communes de :
- Blois (en partie)
- La Chaussée-Saint-Victor
- Montlivault
- Saint-Claude-de-Diray
- Saint-Denis-sur-Loire
- Villebarou
- Villerbon
- Vineuil

### Composition du canton de Blois-I 1973 à 2015
Lors de sa création en 1973, le canton de Blois-I comprenait :
- les communes de Villerbon, Villebarou, Saint-Denis-sur-Loire et La Chaussée-Saint-Victor ;
- la portion de territoire de la ville de Blois déterminée par l'axe des voies ci-après : route nationale no 824 à partir de son intersection avec le chemin rural no 14, avenue de Châteaudun, rue du Bourg-Neuf, rue Porte-Chartraine, rue du Commerce (section comprise entre la rue Denis-Papin et la rue des Orfèvres), rue des Orfèvres (section comprise entre la rue du Commerce et la rue Denis-Papin), rue Denis-Papin (section comprise entre la rue des Orfèvres et le rond-point de la Résistance), rond-point de la Résistance (moitié Nord-Est, entre la rue Denis-Papin et la rue du Maréchal-de-Lattre-de-Tassigny) et par la Loire.

### Composition depuis 2015
| Nom                           | Code Insee | Intercommunalité           | Superficie (km2) | Population (dernière pop. légale)                | Densité (hab./km2) | Modifier                                    |
| ----------------------------- | ---------- | -------------------------- | ---------------- | ------------------------------------------------ | ------------------ | ------------------------------------------- |
| Blois (bureau centralisateur) | 41018      | CA de Blois « Agglopolys » | 37,46            | Fraction : 21 105 (2022) Commune : 47 092 (2022) | 1 257              | modifier les données · modifier les données |
| Canton de Blois-1             | 4102       |                            |                  | 21 105 (2022)                                    |                    | modifier les données                        |

Le canton de Blois-1 est désormais composé de la partie de la commune de Blois située à l'ouest d'une ligne définie par l'axe des voies et limites suivantes : depuis la limite territoriale de la commune de Saint-Sulpice-de-Pommeray, lisière de la forêt, allée de Bégon, route départementale 766, route de Château-Renault, ligne droite dans le prolongement de la rue Molière, rue Lenôtre, rue de la Quinière, rue de Cabochon, rue Gallieni, rue Albert-Ier, sentier rural 83 dit de la Villeneuve, ligne de chemin de fer, rue Augustin-Thierry, rue Albert-Ier, rue Félix-Duban, rue Charles-d'Orléans, rue Jacques-Gabriel, rue de Cabochon, rue Racine, rue du Moulin-Blanc, route de Château-Renault, chemin de Brisebarre, rue de Frileuse, sentier de l'Arrou, chemin du Val-de-l'Arrou, voie communale 151, rue Étienne-Baudet, rue Bossuet, rue du Bellay, rue Michel-Bégon, rue de la Mare, avenue de Vendôme, jusqu'à la limite territoriale de la commune de Villebarou.

## Démographie

### Démographie avant 2015

#### Évolution démographique
| 1975 | 1982 | 1990   | 1999   | 2006   | 2011   | 2012   |
| ---- | ---- | ------ | ------ | ------ | ------ | ------ |
| -    | -    | 15 749 | 15 993 | 16 536 | 17 851 | 17 484 |

#### Âge de la population
La pyramide des âges, à savoir la répartition par sexe et âge de la population, du canton de Blois-1 en 2009 ainsi que, comparativement, celle du département de Loir-et-Cher la même année sont représentées avec les graphiques ci-dessous.
La population du canton comporte 48,4 % d'hommes et 51,6 % de femmes. Elle présente en 2009 une structure par grands groupes d'âge légèrement plus âgée que celle de la France métropolitaine.
Il existe en effet 88 jeunes de moins de 20 ans pour cent personnes de plus de 60 ans, alors que pour la France l'indice de jeunesse, qui est égal à la division de la part des moins de 20 ans par la part des plus de 60 ans, est de 1,06. L'indice de jeunesse du canton est par contre supérieur à celui  du département (0,83) et inférieur à celui de la région (0,95).
| Hommes | Classe d’âge | Femmes |
| ------ | ------------ | ------ |
| 0,6    | 90 ans ou +  | 0,8    |
| 8,6    | 75 à 89 ans  | 11,0   |
| 15,2   | 60 à 74 ans  | 16,3   |
| 23,1   | 45 à 59 ans  | 23,0   |
| 18,3   | 30 à 44 ans  | 18,0   |
| 16,5   | 15 à 29 ans  | 14,1   |
| 17,8   | 0 à 14 ans   | 16,8   |

| Hommes | Classe d’âge | Femmes |
| ------ | ------------ | ------ |
| 0,5    | 90 ans ou +  | 1,5    |
| 8,8    | 75 à 89 ans  | 12,1   |
| 15,4   | 60 à 74 ans  | 16,1   |
| 21,2   | 45 à 59 ans  | 20,5   |
| 19,6   | 30 à 44 ans  | 18,7   |
| 15,9   | 15 à 29 ans  | 14,3   |
| 18,6   | 0 à 14 ans   | 16,8   |

### Démographie depuis 2015
En 2022, le canton comptait 21 105 habitants, en évolution de +1,86 % par rapport à 2016 (Loir-et-Cher : −1,15 %, France hors Mayotte : +2,11 %).
| 2013   | 2018   | 2022   |
| ------ | ------ | ------ |
| 20 766 | 20 880 | 21 105 |